# Henri Atlan
Henri Atlan (nascido em 27 de dezembro de 1931 em Blida, Argélia Francesa) é um biofísico e filósofo francês.

## Trabalhos
- Atlan, Henri (2011), Selected Writings: On Self-Organization, Philosophy, Bioethics, and Judaism, ISBN 9780823231812
- L'organisation biologique et la théorie de l'information, 1972
- Atlan, H. (1974). «On a formal definition of organization». Elsevier. Journal of Theoretical Biology. 45 (2): 295−304. Bibcode:1974JThBi..45..295A. PMID 4844620. doi:10.1016/0022-5193(74)90115-5
- Entre le cristal et la fumée: Essai sur l'organisation de vivant, 1979
- À tort et à raison: Inter-critique de la science et du mythe, 1986
- Tout, non, peut-être: Education et vérité, 1991
- Les étincelles de hasard, 1999